# David & the Citizens (musikalbum)
David & the Citizens är David & the Citizens självbetitlade debut-EP, utgiven i april 2001 av Adrian Recordings. Skivan var tänkt att heta The Family EP. Blands fans kallas den ibland The Cat EP eller The Beppe EP. Omslagsbilden är ritad av bandets låtskrivare och sångare David Fridlund.

## Låtlista
Alla låtar är skrivna av David Fridlund.
1. "Now She Sleeps in a Box in the Good Soil of Denmark" - 3:03
2. "Summer in No-man’s-land" - 3:19
3. "Family Gathering" - 4:37
4. "Brother" - 7:26

## Medverkande musiker
- David Fridlund
- Conny Fridh
- Alexander Madsen
- Mikael Carlsson
- Magnus Bjerkert

### Fotnoter
1. ↑  ”David & the Citizens”. Adrian Recordings. Arkiverad från originalet den 1 januari 2012. https://web.archive.org/web/20120101163924/http://www.adrianrecordings.com/catalogue.asp. Läst 12 januari 2012.